# راجيش راميش
راجيش راميش (2 يوليو 1982 بكراتشي في باكستان - ) هو لاعب كريكت باكستاني. لعب مع Sui Southern Gas Company cricket team ‏ وList of Karachi first-class cricket teams ‏.